# Oregon (musikgruppe)
 For alternative betydninger, se Oregon. (Se også artikler, som begynder med Oregon)
Oregon (dannet i 1970) er et amerikansk verdensmusik og fusions orkester , bestående af Ralph Towner, guitar, flygel og keyboard, trompet, Paul Mccandless obo , engelsk horn, sopransaxofon , basklarinet , tinwhistle og EWI Saxofon , Glen Moore kontrabas, piano og fløjte, og Mark Walker trommesæt og Percussion.
Gruppen bevæger sig stillistisk meget bredt fra jazz , folk, indisk raga og klassisk inspireret musik i deres egen stil. Towner, Mccandless og Moore mødtes i saxofonisten Paul Winters gruppe , og sprang så alle fra for at danne hvad der blev til Oregon i 1970. Den oprindelige gruppe bestod af Towner , Moore , Mccandles og Collin Walcott (født 24. april 1945 – død 8. november 1984), som spillede tablas og percussion det første årti til november 84, hvor han omkom i en trafikulykke i Tyskland da bandet var på turné. Oregon holdt da en pause på 3 år , og blev gendannet med Percussionisten Trilok Gurtu på tablas og percussion; han blev i gruppen frem til 1991. I de kommende år spillede Oregon så som trio med Towner, Mccandles og Moore , indtil 1996 hvor trommeslageren og percussionisten Mark Walker kom med i gruppen. Alle i Oregon er multi instrumentalister , og gruppens musik får derved en meget bred spændvidde i stil , nuancer og lyd. Gruppen indspiller og turnérer stadig verden over. Gruppen har i 2015
fået den italienske bassist Paolino Dallaporta med som fast medlem og afløser for Glen Moore. 

## Diskografi
- Our First Record ( 1970 )
- Music of Another Present Era ( 1973 )
- Distant Hills ( 1974 )
- Winter Light ( 1974 )
- In Concert ( 1975 )
- Oregon / Elvin Jones / Together ( 1976 ) – med Elvin Jones – Trommer.
- Friends ( 1977 ) – med Jan Hammer & Bennie Wallace
- Violin ( 1978 ) – med Zbigniew Seifert – Violin.
- Out Of The Woods ( 1978 )
- Moon and Mind ( 1979 )
- Roots In The Sky ( 1979 )
- In Performance ( 1980 )
- Oregon ( 1983 )
- Crossing ( 1985 )
- Ecotopia ( 1987 )
- 45th Parallel ( 1990 )
- Always , Never , and Forever ( 1991 )
- Troika ( 1994 ) ( Trio )
- Beyond Words ( 1995 ) – 25th Anniversary ( Trio )
- Northwest Passage ( 1997 )
- Music From A Midsummer Nights Dream ( 1998 ) ( Trio )
- In Moscow ( 2000 ) - med Moscow Tchaikovsky Symphony Orchestra
- Live at Yoshi´s ( 2002 )
- Prime ( 2005 )
- 1000 Kilometers ( 2007 )
- In Stride ( 2010 )
- Family Tree ( 2012 )
- Live in New Orleans - 1978 ( Radio Broadcast ) ( 2016 )
- Lantern - ( 2017 )
- Oregon live - 1974 ( Radio Broadcast ) (2021)
- Oregon Treffpunkt Jazz live in Ludwigsburg - 1990 (2024)

### VHS video
- Oregon Live At the Freiburg Arts Festival 1987 – ( 1987 )

## Eksterne kilder og henvisninger
- Website